# S.F. Aversa Normanna
San Felice Aversa Normanna  (thường được gọi là Aversa Normanna hoặc đơn giản là Aversa) là một câu lạc bộ bóng đá Ý nằm ở Aversa, Campania.

## Lịch sử
Câu lạc bộ được thành lập vào năm 1925.
Trong mùa giải 2007-08 Serie D, đội đã giành được thăng hạng trực tiếp từ Lega Pro Seconda Divisione sau khi hoàn thành vị trí đầu tiên ở Girone H. Họ cũng đã giành Scudetto Dilettanti (chức vô địch toàn Serie D) bằng cách giành chiến thắng trong giải đấu cuối năm chơi trong số chín đội chiến thắng từ các bảng. Aversa Normanna đã xuống hạng vào năm 2012-13, nhưng được chấp nhận để lấp chỗ trống. Một điều tương tự đã xảy ra ở mùa giải sau: sau khi bị Tuttocuoio đánh bại trong trận playoff xuống hạng, Aversa Normanna đã liên tiếp được cho phép một vị trí trong mùa giải 2014-15 Lega Pro (một giải gom lạinhư một giải hạng ba thống nhất)

## Màu sắc và huy hiệu
Màu của đội là toàn màu đỏ sẫm.

## Danh hiệu
- Serie D:
  - Vô địch 1: 2007
- Scudetto Dilettanti:
  - Vô địch 1: 2007